# 劉斯奮
劉 斯奮（りゆう しふん、1944年1月 - ）は、中華人民共和国の小説家、画家。代表作に小説『白門柳』。広東省委員会宣伝部の副部長、広東省文聯主席、広東省政治協商会議の常務委員、中国文聯全委員会委員を歴任した。国務院からの特別政府手当を受けている。

## 略歴
原籍は広東省中山市沙溪鎮雲漢村で、1944年1月に広西チワン族自治区梧州市に生まれた。父の劉逸生は有名なジャーナリストで詩人・文芸論説家だった。
1946年、両親に連れられ英領香港に引っ越す。1951年、両親に連れられ広東省広州市に引っ越す。
広州市第一中学卒業。1977年に中山大学中文系に入学した。
1969年、広東省台山県（現在の台山市）烽火角農場に下放され労働改造を受ける。南京芸術学院の画家の郝嘉賢に師事。
1970年3月、海南島定安県文化局に配属される。
1975年10月広州市に帰り、広東省委宣伝部の仕事に戻った。
1984年12月、『白門柳』の第一部『夕陽芳草』を発表。1986年10月に同作品で広東省第二回魯迅文芸賞を受賞した。
1991年8月、『白門柳』の第二部『秋露危城』を発表。1992年12月に同作品で広東省第四回魯迅文芸賞を受賞した。
1995年11月に広東省美術家協会常務理事に選ばれた。
1995年12月に広東省文学芸術界連合会主席、華南文芸成人学院院長に選ばれました。
1997年、『白門柳』の第三部『鷄鳴風雨』を発表。1999年9月に同作品で広東省第四回魯迅文芸賞を受賞した。
1997年12月には中国長編小説を対象とした中国文学界で最も栄誉がある賞の一つである「茅盾文学賞」を受賞している。
1998年5月、中山大学中文系の兼職教授に任命された。
2000年2月、華南師範大学の客座教授に任命された。
2001年6月、曁南大学の客座教授に任命された。
2003年6月12日、広東画院院長に就任した。
2003年6月に中国書法家協会に加入し会員となった。同年12月、全国美術家協会理事に選ばれた。

## 作品

### 長編小説
- 『白門柳』人民文学出版社、北京市、2013年8月1日。ISBN 9787020099597。

## 絵画風格
劉斯奮の絵画スタイルは西洋画と日本画の影響を受けている。清新に俗っぽく、境地に富む。

## 受賞
1997年、『白門柳』、第四回茅盾文学賞。